# Орлов, Арсентий Петрович
Арсентий (Арсен) Петрович Орлов (1918—1941) — чувашский советский поэт и литературный критик.

## Биография
Арсентий Орлов родился 8 июля 1918 года в деревне Сюндюково (ныне Мариинско-Посадский район Чувашии) в бедной крестьянской семье. В 1929 году окончил начальную школу. С 1929 по 1932 год учился в Бичуринской школе колхозной молодежи. В 1933 году поступил в горнохимический техникум в селе Норусово. Из-за закрытия техникума переехал в Мариинский Посад, где поступил в лесотехнический техникум. Не окончив техникум, поступил на биологический факультет Казанского государственного университета. В январе 1941 года окончил университет, переехал в Чебоксары и устроился на работу редактором учебно-педагогической литературы в Чувашском книжном издательстве. В мае 1941 года был призван в армию. Принимал участие в Великой Отечественной войне. Погиб осенью 1941 года в бою под Минском
В 1931 году в чувашской республиканской газете «Пионер сасси» («Клич пионера») было опубликовано первое стихотворение Орлова «Субботник». Вскоре увидели свет его стихи «Трудовое утро», «Закалялся я в борьбе» и «Весною в поле». Его произведения публиковались также в газетах «Канаш» и «Самрак колхозник». Чувашские поэты Н. Янгас и И. Ивник высоко оценивали творчество Орлова, его называли одним из самых талантливых чувашских поэтов десятилетия. В 1960 году вышел сборник произведений Орлова «Сăвăсем» («Стихотворения»). В 1962 году он был посмертно принят в Союз писателей СССР. Его стихи в переводе на русский язык вошли в сборник «Сердце, пробитое пулей» (1970), посвящённый творчеству чувашских поэтов, погибших на войне. Его произведения вошли также в коллективные сборники «Паттăрлăх кунĕсем» («Дни мужества»; 1995) и «Юлашки юн тумламĕччен…» («До последней капли»; 1980).

## Память
На улице Центральная в деревне Сюндюково на месте где стоял дом Арсена Орлова установлен обелиск.

### На русском языке
- М. Юрьев — «Стихи остаются в строю» («Молодой коммунист», 4 июля 1968).
- П. Ялгир Орлов Арсен (Арсентий) Петрович // Ялгир, П. Литературный мир Чувашии / П. Ялгир. — Чебоксары, 2005. — С. 80.
- П. Афанасьев Орлов Арсен Петрович // Афанасьев, П. Писатели Чувашии / П. Афанасьев. — Чебоксары, 2006. — С. 296—297.

### На чувашском языке
- В. Долгов — «Стихи Арсена Орлова» (предисловие к сборнику «Стихи», 1960);
- Г. Пластин — «Встреча с поэтом» («Ялав», No 5, 1961);
- В. Мусс — «Арсен Орлов» («Чувашский календарь», 1968);
- М. Юрьев — «Арсен Орлов» (в книге «Чувашские писатели», 1968).